# Panicum adenophorum
Panicum adenophorum är en gräsart som beskrevs av Karl Moritz Schumann. Panicum adenophorum ingår i släktet vipphirser, och familjen gräs. Inga underarter finns listade i Catalogue of Life.